# Lucien Wangba
Lucien Wangba, né le 8 mai 1993 au Nord, est un athlète camerounais, spécialiste dans le lancer du poids et lancer du disque.

## Historique

### Éducation
Il est étudiant à l'Institut national de la jeunesse et des sports (INJS) Yaoundé au Cameroun,.

## Carrière d'athlète
C'est après ses études secondaires qu'il s'est lancé activement dans sa carrière d'athlète aux côtés de l'Institut de la jeunesse et des sports.
Il participe au 5e meetings interclubs, le record du Cameroun sur 200m battu au stade annexe A d'Olembé à Yaoundé du 4 au 5 mai 2024 dans les catégories poids messieurs et disques messieurs durant lequel des performances ont été enregistrées aussi bien dans les lancers, les sauts, la marche que dans les courses.

## Palmarès

### Distinctions honorifiques
Lucien Wangba a été 3 fois champion national pour le lancer du disque au Cameroun.
| # | Date                | Championnat                                                                 | Lieu      | Discioline                 | Rang | Marque |
| - | ------------------- | --------------------------------------------------------------------------- | --------- | -------------------------- | ---- | ------ |
| 1 | Du 4 au 5 mai 2024  | 5e Meeting interclubs, le record du Cameroun                                | Yaoundé   | Lancer du poids messieurs  | 2e   | 15m40  |
| 2 | Du 4 au 5 mai 2024  | 5e Meeting interclubs, le record du Cameroun                                | Yaoundé   | Lancer du Disque messieurs | 1re  | 52m75  |
| 3 | Du 2 au 3 mars 2024 | 3e Meeting interclubs d'athlétisme                                          | Bafoussam | Lancer de Disque messieurs | 1re  | 51.58  |
| 4 | Du 2 au 3 mars 2024 | 3e Meeting interclubs d'athlétisme                                          | Bafoussam | Lancer du poids messieurs  | 1re  | 15.92  |
| 5 | 27 mars 2022        | Grand Prix International CAA de Douala                                      | Douala    | Lancer du Disque hommes    | 1re  | 51.56  |
| 6 | 15 mai 2021         | Championnat National Inter clubs d'athlétisme:Trionphes de l'athlétisme FAP | Yaoundé   | Lancer du Disque hommes    | ?    | 48m36  |
| 7 | 08 juin 2024        | Championnat National                                                        | Yaoundé   | Lancer du Disque hommes    | ?    | 47.05  |
| 8 | 22 juillet 2023     | Championnat National                                                        | Yaoundé   | Lancer du Disque hommes    | ?    | 47.25  |
| 9 | 19 juin 2021        | Championnat National                                                        | Yaoundé   | Lancer du Disque hommes    | ?    | 47.94  |